# Sacha Fenestraz
Sacha Fenestraz Jules (Annecy, 1999. Július 28. –) francia-argentin autóversenyző, a 2017-es a Formula Renault 2.0 Európa-kupa és a 2019-es japán Formula–3-as bajnokság győztese.

## Pályafutása

### Formula–4
2015-ben a Francia Formula–4-es bajnokságban szerepelt, ahol három győzelmet aratott és 11 alkalommal nyerte meg az újoncok értékelését. Ennek köszönhetően év végén a teljes értékelésben második helyett szerzett, az újoncok között pedig bajnok lett.

### Formula Renault 2.0
2016-ban debütált a Formula Renault 2.0 Európa-kupában a Tech 1 Racing versenyzőjeként. Az első pole-pozícióját Monacoban szerezte, majd meg is nyerte a versenyt. Ezt a teljesítményt megismételte a szezonzáró futamon Estorilban is, amivel 5. helyen végzett a bajnokságban. Ugyanebben az évben győzelmet szerzett a Formula Renault 2.0 NEC-ben is, ahol szintén az 5. pozícióban zárt. A szezon végén Estorilban a Josef Kauffmann Racinggel tesztelt, majd aláírt hozzájuk a 2017-es szezonra.
2017-ben hét győzelmet szerzett és tizenegy alkalommal intette le a kockás zászló dobogós helyen. Ezzel megnyerte a 2017-es bajnokságot. A szezon végén a Renault Sport Academy tagja lett.

### Formula–3 Európa-bajnokság
2017 szeptemberében a Carlin csapattal teljesített egy versenyt a Nürburgringen. Szintén ebben az évben részt vett a csapattal a Makaói nagydíjon, ahol a 7. helyen intették le. 2018-ban teljes szezont futott a csapattal. Az év elején remekül teljesített, azonban a szezon közepén és végén változó teljesítményt mutatott. A bajnokságot végül csupán a 11. helyen zárta. A Renault 2018 végén bejelentette, hogy menesztik a pilótanevelő programjukból a fiatal franciát, ugyanis nem teljesítette az elvárásokat, miszerint nem sikerült az év végén az összetett első három hely valamelyikén végeznie.

### Japánban

#### Super GT
2019-ben rajthoz állt a japán F3 mellett a Super GT-ben a GT300-as géposztályban is. Egy évvel később a GT500-as kategóriába igazolta le a TGR Team au Tom's, amely alakulat egy Toyota GR Supra GT500-al indította.

#### Super Formula
2019-ben Japánban, az ottani Formula–3-as bajnokságban versenyzett, ahol már a legelső futamát győzelemmel zárta. Az utolsó előtti hétvégén nagy fölénnyel nyerte meg a bajnoki címet.
2020-ban már teljes évadban a legmagasabb szintű formulaautós-kategóriában, a Super Formulában állt rajthoz a Kondō Racing színeiben. Első hétvégéjén, Motegiben dobogós 3. lett, viszont ezután sorozatban három alkalommal is kiesett és legjobb helyezése csak egy 8. pozíció volt a továbbiakban. 2021-re a szigetországban szigorú beutazási korlátozások léptek életbe és emiatt csak az utolsó két futamon tudott ott lenni és főleg az argentin Súper TC 2000-ben vett részt.

## Eredményei

### Karrier összefoglaló
| Év      | Bajnokság                       | Csapat                          | Verseny        | Győzelem       | Pole           | Leggyorsabb kör | Dobogós helyezés | Pont           | Helyezés       |
| ------- | ------------------------------- | ------------------------------- | -------------- | -------------- | -------------- | --------------- | ---------------- | -------------- | -------------- |
| 2015    | Francia Formula–4-es bajnokság  |                                 | 21             | 3              | 2              | 2               | 10               | 253            | 2.             |
| 2016    | Formula Renault 2.0 Európa-kupa | Tech 1 Racing                   | 15             | 2              | 2              | 1               | 3                | 119,5          | 5.             |
| 2016    | Formula Renault 2.0 NEC         | Tech 1 Racing                   | 15             | 1              | 1              | 0               | 2                | 207            | 5.             |
| 2017    | Formula Renault Európa-kupa     | Josef Kaufmann Racing           | 23             | 7              | 9              | 5               | 17               | 367,5          | 1.             |
| 2017    | Formula Renault 2.0 NEC         | Josef Kaufmann Racing           | 7              | 4              | 5              | 3               | 7                | 108            | 6.             |
| 2017    | Formula–3 Európa-bajnokság      | Carlin                          | 3              | 0              | 0              | 0               | 0                | 1              | 20.            |
| 2017    | Makaói nagydíj                  | Carlin                          | 1              | 0              | 0              | 0               | 0                | —              | 7.             |
| 2018    | Formula–3 Európa-bajnokság      | Carlin                          | 30             | 1              | 2              | 1               | 3                | 121            | 11.            |
| 2018    | Makaói nagydíj                  | Carlin                          | 1              | 0              | 0              | 0               | 1                | —              | 3.             |
| 2018    | GP3                             | Arden International             | 4              | 0              | 0              | 0               | 0                | 0              | 24.            |
| 2019    | Super GT                        | Kondō Racing                    | 8              | 0              | 1              | 0               | 1                | 46             | 6.             |
| 2019    | Japán Formula–3-as bajnokság    | B-Max Racing Motopark           | 18             | 8              | 5              | 8               | 16               | 162            | 1.             |
| 2020    | Super GT                        | TGR Team KeePer TOM'S           | 8              | 0              | 0              | 0               | 4                | 56             | 4.             |
| 2020    | Super Formula                   | Kondō Racing                    | 7              | 0              | 0              | 0               | 1                | 19             | 13.            |
| 2020–21 | Formula–E                       | Jaguar Racing                   | Tartalékpilóta | Tartalékpilóta | Tartalékpilóta | Tartalékpilóta  | Tartalékpilóta   | Tartalékpilóta | Tartalékpilóta |
| 2021    | Super GT                        | TGR Team KeePer TOM'S           | 3              | 0              | 0              | 0               | 1                | 18             | 17.            |
| 2021    | Super Formula                   | Kondō Racing                    | 2              | 0              | 0              | 0               | 0                | 4              | 17.            |
| 2021    | Michelin Pilot Challenge        | TGR Riley Motorsports           | 1              | 0              | 0              | 0               | 0                | 260            | 44.            |
| 2021    | Súper TC 2000                   | Toyota Gazoo Racing YPF Infinia | 1              | 0              | 0              | 0               | 0                | 0              | HN             |
| 2022    | Super GT                        | TGR Team KeePer TOM'S           | 10             | 1              | 0              | 0               | 4                | 89             | 2.             |
| 2022    | Super Formula                   | Kondō Racing                    | 8              | 1              | 0              | 1               | 2                | 43             | 6.             |
| 2022–23 | Formula–E                       | Nissan Formula E Team           | 16             | 0              | 1              | 0               | 0                | 32             | 16.            |
| 2023–24 | Formula–E                       | Nissan Formula E Team           | 16             | 0              | 0              | 0               | 0                | 26             | 17.            |

* A szezon jelenleg is zajlik.

### Teljes Formula–3 Európa-bajnokság eredménysorozata
(Táblázat értelmezése)

(Félkövér: pole-pozícióból indult; dőlt: leggyorsabb kört futott) 

| Év   | Csapat | 1       | 2       | 3        | 4       | 5       | 6       | 7        | 8       | 9        | 10       | 11       | 12       | 13       | 14      | 15       | 16      | 17      | 18      | 19       | 20      | 21       | 22       | 23       | 24       | 25       | 26        | 27       | 28      | 29       | 30       | Helyezés | Pont |
| ---- | ------ | ------- | ------- | -------- | ------- | ------- | ------- | -------- | ------- | -------- | -------- | -------- | -------- | -------- | ------- | -------- | ------- | ------- | ------- | -------- | ------- | -------- | -------- | -------- | -------- | -------- | --------- | -------- | ------- | -------- | -------- | -------- | ---- |
| 2017 | Carlin | SIL 1   | SIL 2   | SIL 3    | MNZ 1   | MNZ 2   | MNZ 3   | PAU 1    | PAU 2   | PAU 3    | HUN 1    | HUN 2    | HUN 3    | NOR 1    | NOR 2   | NOR 3    | SPA 1   | SPA 2   | SPA 3   | ZAN 1    | ZAN 2   | ZAN 3    | NÜR 1 15 | NÜR 2 13 | NÜR 3 10 | RBR 1    | RBR 2     | RBR 3    | HOC 1   | HOC 2    | HOC 3    | 20.      | 1    |
| 2018 | Carlin | PAU 1 4 | PAU 2 1 | PAU 3 20 | HUN 1 8 | HUN 2 9 | HUN 3 6 | NOR 1 Ki | NOR 2 8 | NOR 3 Ki | ZAN 1 17 | ZAN 2 12 | ZAN 3 18 | SPA 1 11 | SPA 2 7 | SPA 3 15 | SIL 1 2 | SIL 2 7 | SIL 3 2 | MIS 1 11 | MIS 2 8 | MIS 3 12 | NÜR 1 12 | NÜR 2 9  | NÜR 3 7  | RBR 1 11 | RBR 2 16† | RBR 3 Ki | HOC 1 7 | HOC 2 KI | HOC 3 Ki | 11.      | 121  |

† A versenyt nem fejezte be, de helyezését értékelték, mert a versenytáv több, mint 90%-át teljesítette.

### Teljes GP3-as eredménylistája
(Táblázat értelmezése)

(Félkövér: pole-pozícióból indult; dőlt: leggyorsabb kört futott) 

| Év   | Csapat              | 1       | 2       | 3       | 4       | 5       | 6       | 7       | 8       | 9       | 10      | 11      | 12      | 13      | 14      | 15         | 16         | 17         | 18         | Helyezés | Pont |
| ---- | ------------------- | ------- | ------- | ------- | ------- | ------- | ------- | ------- | ------- | ------- | ------- | ------- | ------- | ------- | ------- | ---------- | ---------- | ---------- | ---------- | -------- | ---- |
| 2018 | Arden International | ESP FEA | ESP SPR | FRA FEA | FRA SPR | AUT FEA | AUT SPR | GBR FEA | GBR SPR | HUN FEA | HUN SPR | BEL FEA | BEL SPR | ITA FEA | ITA SPR | RUS FEA 16 | RUS SPR 13 | UAE FEA 16 | UAE SPR 15 | 24.      | 0    |

### Teljes Japán Formula–3-as bajnokság eredménysorozata
| Év   | Csapat                | 1     | 2        | 3     | 4       | 5       | 6     | 7     | 8       | 9       | 10    | 11      | 12      | 13      | 14    | 15      | 16    | 17    | 18      | 19      | 20    | Helyezés | Pont |
| ---- | --------------------- | ----- | -------- | ----- | ------- | ------- | ----- | ----- | ------- | ------- | ----- | ------- | ------- | ------- | ----- | ------- | ----- | ----- | ------- | ------- | ----- | -------- | ---- |
| 2019 | B-Max Racing Motopark | SUZ 1 | SUZ 2 14 | AUT 1 | AUT 2 1 | AUT 3 1 | OKA 1 | OKA 2 | OKA 3 2 | SUG 1 3 | SUG 2 | FUJ 1 7 | FUJ 2 1 | SUG 1 2 | SUG 2 | SUG 3 2 | MOT 1 | MOT 2 | MOT 3 1 | OKA 1 2 | OKA 2 | 1.       | 162  |

### Teljes Super GT eredménysorozata
| Év   | Csapat                | Osztály | 1      | 2      | 3      | 4      | 5      | 6     | 7      | 8     | Helyezés | Pont |
| ---- | --------------------- | ------- | ------ | ------ | ------ | ------ | ------ | ----- | ------ | ----- | -------- | ---- |
| 2019 | Kondō Racing          | GT300   | OKA 5‡ | FUJ 4  | SUZ 18 | CHA 2  | FUJ 7  | AUT 8 | SUG 5  | MOT 6 | 6.       | 46   |
| 2020 | TGR Team KeePer TOM'S | GT500   | FUJ 2  | FUJ 2  | SUZ 3  | MOT 11 | FUJ 12 | SUZ 7 | MOT 13 | FUJ 3 | 4.       | 56   |
| 2021 | TGR Team KeePer TOM'S | GT500   | OKA    | FUJ    | SUZ    | MOT    | SUG    | AUT 9 | MOT 10 | FUJ 2 | 17.      | 18   |
| 2022 | TGR Team KeePer TOM'S | GT500   | OKA 11 | FUJ 14 | SUZ 3  | FUJ 1  | SUZ 8  | SUG 9 | AUT 9  | MOT 6 | 6.       | 43   |

‡ A versenyt félbeszakították, és mivel nem teljesítették a táv 75%-át, így csak a pontok felét kapta meg.

### Teljes Super Formula eredménylistája
(Táblázat értelmezése)

(Félkövér: pole-pozícióból indult; dőlt: leggyorsabb kört futott) 

| Év   | Csapat       | 1     | 2      | 3      | 4      | 5      | 6      | 7     | 8     | 9      | 10    | Helyezés | Pont |
| ---- | ------------ | ----- | ------ | ------ | ------ | ------ | ------ | ----- | ----- | ------ | ----- | -------- | ---- |
| 2020 | Kondō Racing | MOT 3 | OKA Ki | SUG Ki | AUT Ki | SUZ 10 | SUZ Ki | FUJ 8 |       |        |       | 13.      | 19   |
| 2021 | Kondō Racing | FUJ   | SUZ    | AUT    | SUG    | MOT    | MOT 13 | SUZ 7 |       |        |       | 17.      | 4    |
| 2022 | Kondō Racing | FUJ 3 | FUJ 20 | SUZ 4  | AUT 2  | SUG 1  | FUJ Ki | MOT 2 | MOT 6 | SUZ 16 | SUZ 6 | 2.       | 89   |

### Teljes Formula–E eredménylistája
(Táblázat értelmezése)

(Félkövér: pole-pozícióból indult; dőlt: leggyorsabb kört futott) 

| Év      | Csapat                    | 1      | 2      | 3     | 4      | 5      | 6      | 7      | 8      | 9     | 10     | 11     | 12     | 13     | 14     | 15     | 16     | Helyezés | Pont |
| ------- | ------------------------- | ------ | ------ | ----- | ------ | ------ | ------ | ------ | ------ | ----- | ------ | ------ | ------ | ------ | ------ | ------ | ------ | -------- | ---- |
| 2021–22 | Dragon / Penske Autosport | DIR    | DIR    | MEX   | ROM    | ROM    | MON    | BER    | BER    | JAK   | MAR    | NYC    | NYC    | LON    | LON    | SEO    | SEO 16 | 24.      | 0    |
| 2022–23 | Nissan Formula E Team     | MEX 15 | DIR 17 | DIR 8 | HAI 12 | FOK Hn | SAP Ki | BER 12 | BER 11 | MON 4 | JAK 19 | JAK 4  | POR 15 | ROM 10 | ROM Ki | LON Ki | LON 15 | 16.      | 32   |
| 2023–24 | Nissan Formula E Team     | MEX 12 | DIR Ki | DIR 6 | SAP 11 | TOK 11 | MIS 9  | MIS 5  | MON 8  | BER 9 | BER Ki | SHA 11 | SHA 14 | POR 15 | POR 18 | LON 14 | LON 15 | 17.      | 26   |